# Malpensata (Bergamo)
La Malpensata [malpenˈsaːta] (Malpensada [malpɛnˈsada] in dialetto bergamasco) è un quartiere della città di Bergamo. Nel 1919 fu edificata la chiesa dell'Invenzione della Santa Croce. Il quartiere è conosciuto anche per la presenza del Conventino con la chiesa di Santa Maria Assunta.